# 로버타 콜린스
로버타 콜린스(Roberta Collins, 1944년 11월 17일 ~ 2008년 8월 16일)는 미국의 배우, 텔레비전 배우, 영화배우이다.
미국에서 태어났으며 로스앤젤레스에서 사망하였다. 포리스트 론 메모리얼 파크에 매장되었다.

## 영화
- 하드바디 2 (1986년)
- 스쿨 스피릿 (1985년)
- 하드바디 (1984년)
- 14일의 토요일 (1981년)
- 이튼 얼라이브 (1976년)
- 죽음의 경주 (1975년)
- 쓰리 더 하드 웨이 (1974년)
- 여자 수용소 (1974년) - 벨 타이슨 역
- 어라우저 (1972년)
- 여감방 (1971년)
- 로드 러브 어 덕 (1966년)